# George Bârlădeanu
Daniel George Bârlădeanu (n. 19 februarie 1988, Galați, România) este un fotbalist român, care joacă pe post de mijlocaș la Sporting Liești în Liga a III-a. Postul său de bază este cel de mijlocaș dreapta.